# Форман, Кэрол
Кэрол Форман (англ. Carol Forman), имя при рождении Кэролайн Соулз (англ. Carolyn Sawls, 19 июня 1918, Эпс, Алабама — 9 июля 1997, Бербанк, Калифорния) — американская актриса, наиболее известная тем, что играла исключительно злодеек в остросюжетных сериалах, в частности, Леди-Паук в сериале «Супермен» 1948 года, а также Сомбры, главной антагонистки в сериале «Чёрная вдова» 1947 года.

## Биография

### Ранние годы и начало карьеры (1918—1947)
Кэрол с самого детства хотела стать актрисой. Только начав ходить в школу, она сразу начала посещать драматические кружки и старалась играть во всех школьных постановках. В средней школе она плотно сосредоточилась на изучении драматического искусства. После окончания школы Кэрол уехала в Голливуд, где остановилась у учительницы пения и стала брать у неё уроки. Она также брала уроки драматического искусства и работала в театральной труппе, часто исполняя роли отрицательных персонажей. Во время выступления в одном из спектаклей труппы её заметил режиссёр Джон Берри, который дал ей роль в своём фильме «С этого дня» (1946) с Джоан Фонтейн в главной роли, который снимался студией RKO. Форман так хорошо справилась с работой, что студия в том же году заключила с ней контракт. Она играла как эпизодические, так и заметные роли в фильмах категории B компании RKO, включая романтическую драму «Сан-Квентин» (1946), заключительном фильме о детективе Соколе «Приключение Сокола» (1946), вестернах «Кодекс Запада» (1947) и «Под ободком Тонто» (1947). Её персонажи в большинстве этих фильмов были либо сомнительными, либо антагонистичными, либо полностью отрицательными, точно такие же роли Форман играла и на сцене театра. Карьера Форман в RKO оборвалась в 1947 году, когда один из продюсеров студии начал проявлять к ней настойчивое внимание и она отвергла его ухаживания.

### Расцвет карьеры в сериалах (1947—1949)

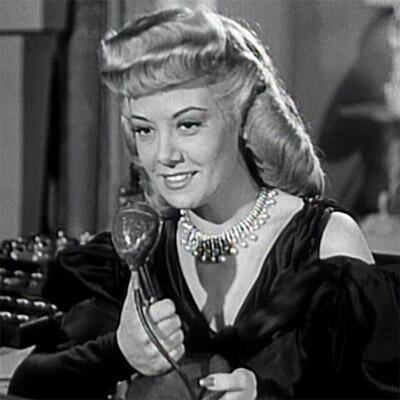
Кэрол Форман в роли Леди-Паук в сериале «Супермен» (1948)

В 1947 году вышел киносериал «Чёрная вдова» — это был динамический сериал, с довольно остроумным сюжетом, в котором Брюс Эдвардс сыграл роль Стива Кольта, писателя мистических романов, который решил выследить таинственную женщину, возглавляющую шпионскую группировку. Эта женщина была известна Кольту только как Чёрная вдова, но зрители с самого начала знали, что лидера шпионской группировки зовут Сомбра (Кэрол Форман) — мнимая предсказательница, которая на самом деле была дочерью азиатского деспота Хитому (Теодор Готлиб). Сомбра, мастер маскировки, хотела украсть прототип атомной ракеты американского учёного, чтобы осуществить планы своего отца по мировому господству. Хотя Готлиб технически был главным злодеем, он появлялся лишь на короткое время в каждой главе, большую часть хронометража сериала занимала Форман. Роль Чёрной вдовы является одной из лучших ролей в карьере Форман.
Следующим крупным проектом, в котором снялась Форман, стал научно-фантастический сериал «Брик Брэдфорд» (1947). Здесь она исполнила роль королевы Ханы, правительницы Луны. По сюжету герой Кэйна Ричмонда в поисках ключевого элемента для противоракетного оружия отправляется на Луну и приходит на помощь группе повстанцев, стремящихся свергнуть королеву и стоящего за её троном диктатора Зунтара (Роберт Баррон). Роль Форман была небольшой и снималась она только до шестого эпизода из пятнадцати, но она опять играла безжалостную и хладнокровную злодейку. Далее Форман снялась в нескольких фильмах студии Monogram Pictures о Чарли Чане: «Доки Нового Орлеана» (1948) и Крылатая змея (1948).
Следующей крупной ролью Форман стала роль злодейки Леди Паук в первой экранизации комиксов о Супермене. В пятнадцатисерийном сериале «Супермен» (1948) Форман сыграла роль главной преступницы, которая пытается украсть разрушительную лучевую машину, а противостоит ей Кирк Элин в роли Супермена. «Супермен» был одним из лучших поздних сериалов студии Columbia и одним из самых широко рекламируемых студией; его слава закрепила за Форман амплуа злодейки. Republic Pictures, воспользовавшись успехом «Супермена», подписала контракт с Кэрол и Кирком Элином на участие в фильме «Федеральные агенты против преступного мира» (1949). Это был приключенческий триллер, где Форман сыграла ближневосточную преступницу по имени Нила, а Алин — её противника G-man. На этот раз злодейка пыталась достать «Золотые руки Куригала» — древние артефакты, которые позволили бы ей управлять как страной Абистан, так и американским преступным миром. Форман хорошо справилась с ролью надменной злодейки с манией величия.
В течение следующих нескольких лет Форман снялась в нескольких фильмах категории B и в нескольких эпизодах телесериалов. Она ненадолго вернулась в RKO для роли продажной девицы из салуна в фильме «Братья в седле» (1949) с Тимом Холтом в главной роли.

### Роли в кино и закат карьеры (1950—1961)
Позже в 1950 и 1951 годах Форман сыграла в трёх эпизодах сериала «Сиско Кид», звездой которого был актёр Дункан Ренальдо. В 1952 году Форман вернулась на студию Columbia для съёмок в сериале «Чёрный ястреб: бесстрашный защитник свободы» (1952). Ей опять достался отрицательный персонаж, а положительного опять играл Кирк Элин. Форман играла Ласку, главного антагониста «Чёрного ястреба» и полевого руководителя коммунистической шпионской группировки, Алин же играл лидера группы авиаторов, сражающихся со шпионами.
Форман снялась ещё в одном фильме, в музыкальной комедии 1953 года «В свете серебристой луны», после чего вышла замуж за ассистента режиссёра Уильяма Денниса и ушла из кинобизнеса. Позже она вспоминала: «Сейчас я сожалею, что не снялась в большем количестве таких сериалов. Я тоже стремилась к вершине карьерной лестницы и, не желая быть „типажной“ актрисой, отказалась от в три раза от большего количества сериалов, чем снялась». Несколько лет спустя, в 1960 году она вернулась на телевидение, чтобы сыграть в одном эпизоде сериала «Сёрфсайд 6». Но в 1961 году её уход из кино был окончательным. В 1984 году Форман начала поддерживать тёплые отношения с поклонниками сериалов, в этот год она дала интервью журналу Serial World и впоследствии появилась на кинофестивале в Мемфисе.
Кэрол Форман скончалась в Бербанке в 1997 году. У неё осталось три дочери: Ли Деннис, Сьюзи Деннис и Дебби Гейгер.

## Фильмография
| Год       |     | Русское название                            | Оригинальное название                   | Роль |
| --------- | --- | ------------------------------------------- | --------------------------------------- | --- |
| 1946      | ф   | С этого дня                                 | From This Day Forward                   | советник отдела по трудоустройству (в титрах не указана)                                                           |
| 1946      | кор | Следуй за этой блондинкой                   | Follow That Blonde                      | |
| 1946      | ф   | Ноктюрн                                     | Receptionist                            | (в титрах не указана)                                                                                              |
| 1946      | ф   | Приключение Сокола                          | The Falcon's Adventure                  | Хелен Рэй |
| 1946      | ф   | Сан-Квентин                                 | San Quentin                             | Рути |
| 1947      | ф   | Кодекс Запада                               | Code of the West                        | Милли |
| 1947      | кор | Жена приручает волка                        | Wife Tames Wolf                         | |
| 1947      | ф   | Медовый месяц                               | Honeymoon                               | медсестра (в титрах не указана)                                                                                    |
| 1947      | ф   | Отчаянный                                   | Desperate                               | миссис Генри Робертс (в титрах не указана)                                                                         |
| 1947      | ф   | Под ободком Тонто                           | Under the Tonto Rim                     | Хуанита |
| 1947      | с   | Чёрная вдова                                | The Black Widow                         | Сомбра, Чёрная вдова                                                                                               |
| 1947      | с   | Брик Брэдфорд                               | Brick Bradford                          | Королева Хана |
| 1948      | ф   | Доки Нового Орлеана                         | Docks of New Orleans                    | Нита Агирре |
| 1948      | с   | Супермен                                    | Superman                                | Леди Паук |
| 1948      | ф   | История Моцарта                             | The Mozart Story                        | Екатерина Кавальери                                                                                                |
| 1948      | ф   | Крылатая змея                               | The Feathered Serpent                   | Соня Кэбот |
| 1948      | с   | Прокурор                                    | Public Prosecutor                       | Мадемуазель Ландеро (эпизод The Case of the Innocent Lion)                                                         |
| 1949      | ф   | Федеральные агенты против преступного мира  | Federal Agents vs. Underworld, Inc      | Нила |
| 1949      | ф   | Братья в седле                              | Brothers in the Saddle                  | Флора Тригби |
| 1950—1951 | с   | Сиско Кид                                   | The Cisco Kid                           | Пэт Паркер (эпизод Lynching Story) Пэт Лейси (эпизод Confession for Money) Пэт Трейси (эпизод Pancho Held Hostage) |
| 1951      | ф   | О! Сюзанна                                  | Oh! Susanna                             | блондинка (в титрах не указана)                                                                                    |
| 1952      | ф   | Чёрный ястреб: бесстрашный защитник свободы | Blackhawk: Fearless Champion of Freedom | Ласка |
| 1953      | ф   | В свете серебристой луны                    | By the Light of the Silvery Moon        | опасная Дора (в титрах не указана)                                                                                 |
| 1953      | с   | Файлы Джеффри Джонса                        | The Files of Jeffrey Jones              | (эпизод The Lady Wouldn't Talk)                                                                                    |
| 1960      | с   | Сёрфсайд 6                                  | Surfside 6                              | миссис Джордан (эпизод Deadly Male)                                                                                |
| 1961      | ф   | Ада                                         | Ada                                     | журналистка (в титрах не указана)                                                                                  |